# 3rd reflection of fripSide
『3rd reflection of fripSide』（サード・リフレクション・オブ・フリップサイド）は、日本の音楽ユニット・fripSideが2005年6月23日に発売した第1期3枚目のオリジナルアルバム。

## 収録曲
1. an evening calm [5:51]
作詞・作曲・編曲：八木沼悟志
2. reminiscense blue [4:13]
作詞・作曲・編曲：八木沼悟志
3. nostalgia [5:21]
作詞：nao、八木沼悟志
作曲・編曲：八木沼悟志
4. transient wind [5:14]
作詞：山下慎一狼、八木沼悟志
作曲・編曲：八木沼悟志
5. vanity destroyer -fripSide edition- [4:33]
作詞：山下慎一狼、八木沼悟志
作曲・編曲：八木沼悟志
6. velocity -fripSide+vin-PRAD- [3:58]
作詞：山下慎一狼
作曲・編曲：新井健史
7. splash emotion [4:25]
作詞：nao、八木沼悟志
作曲・編曲：八木沼悟志
8. colors of summer dream [4:26]
作詞：nao、八木沼悟志
作曲・編曲：八木沼悟志
9. planet illusion [4:25]
作詞：山下慎一狼、八木沼悟志
作曲：新井健史(vin-PRAD)、八木沼悟志
編曲：八木沼悟志
10. sky -sLab reproduct mix- [5:14]
作詞：nao、八木沼悟志
作曲：八木沼悟志
編曲：kai
11. bright days -version2005- [5:33]
作詞：nao、山下慎一狼
作曲：八木沼悟志
編曲：ju-ri(vin-PRAD)
12. distant moon -version2005- [4:47]
作詞・作曲・編曲：八木沼悟志
1stアルバム『first odyssey of fripSide』収録曲のセルフカバー。BPMが原曲より速く、イントロとアウトロの部分には、原曲に無い八木沼のコーラスが追加されている。

## 参加ミュージシャン
fripSide
- 八木沼悟志：programing & synthesizer、chorus
- nao：vocals

Additional Musician
- masa：chorus (#3,8)、wind synthesizer (#1)
- maya：guitar (#1,4,5,7,9,12)
- a2c(MintJam)：guitar (#2,3)
- takahiro：guitar (#6)
- ju-ri(vin-PRAD)：organ (#4)
- mika(vin-PRAD)：vocal (#5,6)

## タイアップ
- Windows 98/Me/2000/XP専用ゲームソフト『Reminiscence Blue』オープニングテーマ (#2)